# New Vienna (Ohio)
New Vienna is een plaats (village) in de Amerikaanse staat Ohio, en valt bestuurlijk gezien onder Clinton County.

## Demografie
Bij de volkstelling in 2000 werd het aantal inwoners vastgesteld op 1294.
In 2006 is het aantal inwoners door het United States Census Bureau geschat op 1388, een stijging van 94 (7,3%).

## Geografie
Volgens het United States Census Bureau beslaat de plaats een oppervlakte van
2,1 km², geheel bestaande uit land. New Vienna ligt op ongeveer 350 m boven zeeniveau.

## Plaatsen in de nabije omgeving
De onderstaande figuur toont nabijgelegen plaatsen in een straal van 16 km rond New Vienna.